# 試用期
試用期泛指在就業場所中的新進員工，在最初的雇用期間，用以觀察員工在職務上的表現是否適任，通常以三個月為限。滿試用期後，如果留任，通常會給予第一次的加薪；反之如果不適任，則會預告資遣。再者，試用期並不是無薪工作，在試用期間內勞工仍應該享有一般員工的權利，如勞工保險。

## 各地情況

### 台灣
- 試用期原本在勞基法之中有明文規定，但1997年修法時，將相關條文刪除。但資遣費相關規定則沒有取消，不論是否正職或試用期。工作每滿1年發給相當於1個月平均工資之資遣費，未滿1年者依比例計算，未滿1個月者以1個月計。
- 即使是試用期的期間，仍需為新進勞工投保勞保與健保。
- 試用期並不是無薪的志工，雇主不得違反勞基法，假藉實習或體驗名義剝削勞工。

### 日本
三菱樹脂事件